# Woody van Eyden
Woody van Eyden (* 1963 in Weert) ist ein niederländischer DJ und Musikproduzent im Trance- und Techno-Bereich.

## Leben und Karriere
Der gebürtige Niederländer lebt seit 1986 in Deutschland und bezeichnet sich selbst als „Wahl-Bochumer“. Als DJ/Musiker wurde Woody van Eyden einem breiten Publikum in den 1990er Jahren bekannt, unter anderem durch Musikvideos der Singles „Fiesta in Mallorca“, „Time:Now“, „Get Ready“, „Ubap“ und als Mitglied der Formationen Sequential One und Re-Flex. Zudem moderierte er einige Ausgaben des VIVA-Clubformates „Club Rotation“. Das Video zu „Fiesta in Mallorca“ wurde später unfreiwillig Teil der VIVA-Sendung „Trash Top 100“, in der sich Oliver Pocher über den Titel des Songs lustig macht.
Als Manager in seiner eigenen, 1992 gegründeten Agentur Music & Artist Agency entdeckte und vermarktete Woody van Eyden Künstler wie ATB, Alex M.O.R.P.H., Rank 1, Chriss Ortega und Oscar de la Fuente, die seither erfolgreich in der elektronischen Musikszene tätig sind. Er selbst ist neben seiner Management-Tätigkeit ebenfalls als Produzent und Remixer aktiv und als DJ regelmäßig auf Festivals und in Clubs weltweit zu sehen. Für das Nature One Festival 2010 produzierte er die offizielle Hymne „The Flag Keeps Flying“, die unter dem Pseudonym Nature One Inc. veröffentlicht wurde.
Seine Musiklabels Clubbgroove Records und Bo-Town Records sind seit 2003 inaktiv. Aktuelle Veröffentlichungen erscheinen derzeit nur noch auf seinem Trancelabel Fenology Records.
Im Jahr 2004 gründete Woody van Eyden zusammen mit Alex M.O.R.P.H. die Radio- und Eventmarke HeavensGate, die verschiedene Trance-Genres abdeckt. Seit 2008 wird eine gleichnamige 2-stündige Sendung von ihm wöchentlich live auf dem deutschen Radiosender sunshine live moderiert.
Charakteristisch für Woody van Eyden sind sowohl seine humorvolle Art und der deutsch-niederländische Akzent, als auch aufsehenerregende Auftritte als DJ, mit denen er bereits eine Art Kultstatus erreichte. Ein wichtiger Faktor ist dabei stets eine starke Interaktion zwischen ihm und seinem Publikum. Für ihre Leistungen wurde das DJ-Team Alex M.O.R.P.H. B2B Woody van Eyden von den Fans der elektronischen Szene im Jahr 2008 in die Top-100-DJs-Liste des DJ Magazines gewählt.

## Diskografie (Auswahl)

### DJ Mixes (Longplayer-Compilations)
| Name                                                 | Titel                                  | Label              | Jahr |
| ---------------------------------------------------- | -------------------------------------- | ------------------ | ---- |
| Woody van Eyden                                      | DJ Meeting '99                         | Edel/Club Tools    | 1999 |
| Woody van Eyden                                      | Kontor Top of the Clubs Volume 7       | Kontor Records     | 2000 |
| Woody van Eyden                                      | Kontor Top of the Clubs Volume 11      | Kontor Records     | 2001 |
| Woody van Eyden                                      | Trance Nation 19                       | Silly Spider Music | 2004 |
| Woody van Eyden                                      | The M8 Mix                             | M8 Magazine        | 2004 |
| Alex M.O.R.P.H. B2B Woody van Eyden                  | Fenology Russian Sessions > Volume One | World Club Music   | 2006 |
| Alex M.O.R.P.H. B2B Woody van Eyden                  | M8 Christmas CD                        | M8 Magazine        | 2006 |
| Talla 2XLC meets Alex M.O.R.P.H. B2B Woody van Eyden | Technoclub Vol. 23                     | Klubbstyle Media   | 2007 |
| Alex M.O.R.P.H. B2B Woody van Eyden                  | HeavensGate Volume 1                   | More Music         | 2010 |

### Produktionen (Auszug)
| Name                                                    | Titel                                                | Label             | Jahr |
| ------------------------------------------------------- | ---------------------------------------------------- | ----------------- | ---- |
| Woody van Eyden                                         | Time:Now                                             | Control           | 1998 |
| Woody van Eyden                                         | Fiesta in Mallorca                                   | Control           | 1998 |
| Woody van Eyden                                         | Get Ready                                            | Control           | 1999 |
| Woody van Eyden                                         | Feels Like Flying                                    | Kontor Records    | 2000 |
| Alex M.O.R.P.H. & Woody van Eyden feat. Kate Peters     | Heavenly                                             | Fenology Records  | 2006 |
| Alex M.O.R.P.H. & Woody van Eyden pres. Lexwood         | I Love Trance                                        | Fenology Records  | 2007 |
| Woody van Eyden feat. Jimmy H                           | Y68                                                  | Fenology Records  | 2007 |
| Alex M.O.R.P.H. & Woody van Eyden feat. Michelle Citrin | Turn it on                                           | Vandit Records    | 2008 |
| Woody van Eyden                                         | B.O.B.                                               | Liquid Recordings | 2008 |
| Nature One Inc.                                         | The Flag Keeps Flying (Woody van Eyden Original Mix) | Zyx Music         | 2010 |
| Woody van Eyden & Rapid Sense                           | Dropbox                                              | Liquid Recordings | 2011 |
| Woody van Eyden & Steve Anderson                        | Everything’s Twisted                                 | Perfecto Records  | 2011 |

### Remixes (Auszug)
| Name                                | Titel (Remix)                                                 | Label                    | Jahr |
| ----------------------------------- | ------------------------------------------------------------- | ------------------------ | ---- |
| Ayumi Hamasaki                      | M (van Eyden & Morph Remix)                                   | Drizzly                  | 2003 |
| Armin van Buuren & DJ Shah          | Going Wrong (Alex M.O.R.P.H. B2B Woody van Eyden Remix)       | Armada Music             | 2008 |
| Alex M.O.R.P.H.                     | Walk The Edge (Alex M.O.R.P.H. B2B Woody van Eyden Remix)     | High Contrast Recordings | 2008 |
| Will Holland feat. Yana Kay         | Tears in the Rain (Alex M.O.R.P.H. B2B Woody van Eyden Remix) | Enhanced Recordings      | 2008 |
| Alex M.O.R.P.H. B2B Woody van Eyden | HeavensGate (Woody van Eyden Remix)                           | Vandit Records           | 2009 |
| Steve Falcon                        | Hurricane (Woody van Eyden Remix)                             | Phoenix Recordings       | 2011 |